# Яздовічкі
Яздовічкі (пол. Jazdowiczki) — село в Польщі, у гміні Прошовиці Прошовицького повіту Малопольського воєводства.
Населення — 137 осіб (2011).
У 1975-1998 роках село належало до Краківського воєводства.

## Демографія
Демографічна структура станом на 31 березня 2011 року:
|          | Загалом | Допрацездатний вік | Працездатний вік | Постпрацездатний вік |
| -------- | ------- | ------------------ | ---------------- | -------------------- |
| Чоловіки | 67      | 12                 | 43               | 12                   |
| Жінки    | 70      | 20                 | 34               | 16                   |
| Разом    | 137     | 32                 | 77               | 28                   |